# Dmitrij Barkov
Dmitrij Sergeevič Barkov (in russo Дмитрий Сергеевич Барков?; San Pietroburgo, 19 giugno 1992) è un calciatore russo, attaccante del Leningradec.

## Carriera
In carriera ha giocato 13 partite nelle coppe continentali, di cui 11 per la Coppa dell'AFC e 2 per l'Europa League.

## Palmarès

### Club

#### Competizioni internazionali
- Campionato tagiko: 1

Istiklol: 2017
- Kubok FNL: 1

Chimki: 2020